# أنتيغوريت
أنتيجورايت ( IMA رمز : ATG  ) هو صفاحي، أحادي المعدنية في مجموعه السيربنتينserpentine الفرعيه من معادن السيليكات phylosilicate مع الصيغة الكيميائية المثالية من (المغنيسيوم، الحديد 2+) 3 سي 2 O 5 (OH) 4.  إنه أحد تعدديه الاشكال عاليه الضغط من السربنتين ويوجد بشكل شائع في السربنتينيات المتحولة. يلعب انتيجورتAntigorite ، واشكاله المتعدده من السربنتين، دورًا مهمًا في ديناميكيات منطقة الاندساس نظرًا لضعفها النسبي ونسبة وزنها المرتفعة من الماء (حتى وزن 13) ٪ H 2 O).   تمت تسميته على اسم مكانه، Valle Antigorio في المنطقة الحدودية بين إيطاليا / سويسرا  ويشيع استخدامه كأحجار كريمة في المجوهرات والمنحوتات.

## التكوين الجيولوجي
تم العثور على أنتيجوريت في البيئات ذات درجات الحرارة المنخفضة والضغط العالي (أو عالية التشوه) ، بما في ذلك الأنظمة التكتونية الممتدة والضغطية.  توجد السربنتين بشكل شائع في الوجوه الخضراء الفائقة الشدة لمناطق الاندساس، وتكون مرئية على سطح الأرض من خلال نبش سطحي للارض. السربنتنيت التي تحتوي على أنتيجورايت عادة ما تكون مشوهة للغاية وتظهر متميزة القوام، تدل على منطقة ديناميكية حيث تشكلت . عادة ما ترتبط سييربنتينات أنتيجوريت مع معادن أكسيد الحديد الأسود والكلوريت والكربونات .  وسيتحول الزبرجد الزيتوني تحت التأثير الحراري المائي، والتحول المنخفض الدرجة والعوامل الجوية إلى انتيجوريت، والتي غالبًا ما ترتبط بالتلك والكربونات.
3Mg3SiO4 (olivine) + H2O + SiO2 → 2Mg3Si2O5OH4 (serpentine)
2Mg3Si2O5OH4 (serpentine) + CO2 → 2Mg3Si4O10OH2 (talc) + 3MgCO3 (magnesite) + H2O

## الخصائص الفيزيائية
يتكون أنتيجوريت المصفق في كتل صلبة مطوية. عادة ما يكون لونه أخضر داكن، ولكنه قد يكون أيضًا مصفرًا أو رماديًا أو بنيًا أو أسود. لها صلابة على مقياس موس من 3.5-4 وبريقها زجاجي ناعم الملمس.  أنتيجوريت له ثقل نوعي 2.5-2.6. تظهر البلورات أحادية الميل الانقسام الدقيق، وهي خاصية مميزة لـ phylosilicates ، وتندمج بصعوبة.  عادة ما تكون صخور السربنتينيت التي تتكون في الغالب من أنتيجوريت من الميلونيت . إن حبيبات أنتيجوريت التي تتكون منها هذه الصخور دقيقة جدًا (في حدود 1 إلى 10 ميكرون ) وهي ليفية، والتي تحدد نسيجًا في الصخر ناتجًا عن الاتجاه المفضل للشبكة. 

### خصائص الأحجار الكريمة

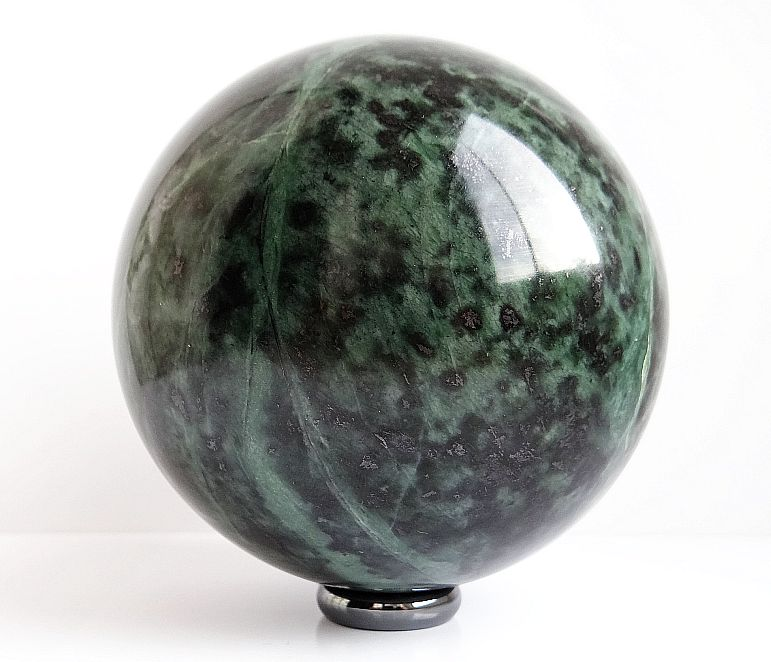
أنتيجوريت مصقول

يستخدم Antigorite كأحجار كريمة أو للنحت عندما يبدو نقيًا وشفافًا، على الرغم من أن العديد من البلورات تحتوي على بقع سوداء من أكسيد الحديد الأسود معلقة بداخلها. أنواع الأحجار الكريمة من Antigorite هي Bowenite و Williamsite. بوينيت، المعروف بجورج تي بوين، الذي حلل المعدن لأول مرة، من رود آيلاند، يكون شفاف ولونه اخضر فاتح إلى داكن، وغالبًا ما يكون مرقشًا ببقع بيضاء غائمة وعروق داكنة. إنه السربنتين الأكثر شيوعًا في النحت والمجوهرات، وهو معدن ولاية رود آيلاند ، الولايات المتحدة. تم تقديم كابوشون بوينيت كجزء من «بروش من التراث الأمريكي المعدني» للسيدة الأمريكية الأولى السيدة. ليدي بيرد جونسون عام 1967. Williamsite يكون شفاف للغاية وله لون أخضر تفاحي متوسط إلى عميق. يشبه اليشم إلى حد ما، وغالبًا ما يتم تقطيعه إلى كابوشون وحبيبات.

## التركيب البلوري

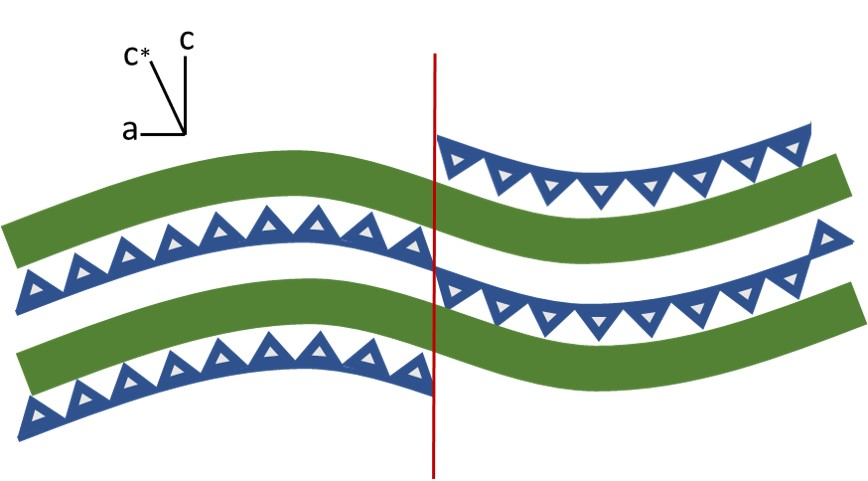
هيكل بلوري مبسط من أنتيجوريت ينظر إلى أسفل المحور ب. تشير المثلثات الزرقاء إلى SiO _{4} رباعي السطوح ، بينما تشير الطبقات الخضراء إلى Mg octahedra. يشير الخط الأحمر إلى انعكاس القطبية. في هذه الحالة ، م = 17.

السربنتين المغنيسيوم (أنتيجوريت، ليزارديت، كريسوتيل ) عبارة عن سلفات نباتية مائية ثلاثية الأوكتاهدرا. يعتمد هيكلها على هياكل طبقة رباعية السطوح 1: 1. ويكون الانتوغريت Antigorite أحادي الميل في المجموعة الفضائية Pm.  بالرغم من أن السربنتينات الماجنيسيه لها تركيبات متشابهة، إلا أن لها هياكل بلورية مختلفة بشكل كبير، والتي تعتمد على كيفية ملائمة صفائح SiO 4 رباعية السطوح مع صفائح الاوكتاهدرا.  يحتوي التركيب الأساسي لأنتيغوريت على نسبة أصغر من الكاتيونات ثمانية السطوح إلى رباعية السطوح (نسبة إلى الليزاردت والكريسوتيل) ،  مما يسمح للهيكل بالتعويض عن عدم توافق الصفائح من خلال التقليب الدوري للطبقات الرباعية السطوح المنحنية، وبالتالي قطبيتها.  يتم تصنيف الانتغوريت antigoriteفي علم البلورات من خلال عدد رباعي السطوح الفردية (المشار إليها بالقيمة m ) والتي تمتد على طول موجة اتجاه الانحناء.  تسمح صفائح رباعي السطوح للبلورات الليفية الصفيحية بالانفصال بالتوازي مع المستوى 001 (القاعدي) ، مما يعطي الانتغوريت للانقسام المثالي.